# The Walking Dead (joc video)
The Walking Dead (de asemenea cunoscut ca The Walking Dead: The Game și The Walking Dead: Season One) este un joc episodic de dramă interactivă dezvoltat și publicat de Telltale Games. Bazat pe revista de benzi desenate The Walking Dead a lui Robert Kirkman, jocul este compus din două sezoane a câte cinci epsioade, lansate între aprilie și noiembrie 2012 (primul sezon), respectiv decembrie 2013 și august 2014 (pentru cel de-al doilea sezon). Al treilea (The New Frontier) și al patrulea sezon (The Final Season) au fost lansate în decembrie 2016, respectiv august 2018. Al patrulea sezon marchează sfârșitul poveștii, acesta conținând doar 4 episoade, ceea ce este neobișnuit față de sezoanele precedente.
Este disponibil pe Android, iOS, Kindle Fire HDX, Microsoft Windows, PlayStation 3, PlayStation Vita și Xbox 360; variantele pentru Ouya, PlayStation 4 și Xbox One sunt planificate pentru lansare în anul 2014. La data de 1 iulie 2014 s-au vândut mai mult de 28 de milioane de episoade. Jocul a fost catalogat de mai multe site-uri și publicații drept „Jocul anului”, și este cunoscut pentru accentul pus pe dezvoltarea poveștii în detrimentul rezolvării de puzzle-uri. Acțiunea jocului se petrece în felul în care jucătorul răspunde la întrebări și participă la acțiunile derulate cu ajutorul quick time eventurilor.
Acțiunea jocului are loc în aceași locație ficțională ca a benzii desenate, cu evenimente care au loc după apocalipsa zombiilor din Georgia. Totuși, multe dintre personajele din joc sunt noi, printre care și protagonistul, profesorul universitar și criminalul prins Lee Everett, care o salvează și are grijă de o tânără fată pe nume Clementine.

## Recepție
| Joc                              | GameRankings                           | Metacritic                 |
| -------------------------------- | -------------------------------------- | -------------------------- |
| S2 Episodul 1 – All That Remains | (PS3) 81.29% (PC) 78.76% (X360) 77.50% | (PS3) 82 (X360) 80 (PC) 78 |
| S2 Episodul 2 – A House Divided  | (PS3) 87.29% (PC) 81.39% (X360) 79.44% | (PS3) 82 (PC) 81 (X360) 80 |
| S2 Episodul 3 – In Harm's Way    | (PS3) 82.43% (X360) 82.25% (PC) 82.22% | (X360) 82 (PC) 82 (PS3) 80 |
| S2 Episodul 4 – Amid the Ruins   | (PC) 79.87% (PS3) 77.87% (X360) 75.00% | (PC) 78 (X360) 75 (PS3) 73 |
| S2 Episodul 5 – No Going Back    | (X360) 85.00% (PC) 81.07% (PS3) 80.00% | (PS3) 86 (X360) 85 (PC) 79 |

| Joc                                 | GameRankings                           | Metacritic                 |
| ----------------------------------- | -------------------------------------- | -------------------------- |
| S1 Episodul 1 – A New Day           | (PS3) 85.14% (X360) 83.87% (PC) 83.38% | (PS3) 84 (PC) 82 (X360) 79 |
| S1 Episodul 2 Starved for Help      | (PC) 86.53% (X360) 86.26% (PS3) 85.90% | (PC) 84 (X360) 84 (PS3) 84 |
| S1 Episodul 3 – Long Road Ahead     | (X360) 88.47% (PS3) 86.11% (PC) 85.41% | (X360) 88 (PS3) 87 (PC) 85 |
| S1 Episodul 4 – Around Every Corner | (PC) 84.22% (X360) 82.50% (PS3) 78.94% | (X360) 82 (PS3) 81 (PC) 80 |
| S1 Episodul 5 – No Time Left        | (PC) 94.75% (X360) 88.15% (PS3) 87.75% | (PC) 89 (X360) 89 (PS3) 88 |
| Episdul special – 400 Days          | (PS3) 78.20% (PC) 78.00% (X360) 76.88% | (X360) 80 (PS3) 78 (PC) 78 |

## Episoade
Episoadele au fost lansate la intervale de două luni.
| Episod | Scenarist                                                             | Lansat pe                               | Lansat pe         |
| Episod | Scenarist                                                             | Lansare originală (PC, OS X, X360, PS3) | Lansare pe iOS    |
| --- | --------------------------------------------------------------------- | --------------------------------------- | ----------------- |
| |                                                                       |                                         |                   |
| Episodul 1 – „A New Day” | Sean Vanaman                                                          | 24 aprilie 2012                         | 26 iulie 2012     |
| La izbucnirea unei apocalipse a zombiilor, Lee o salvează pe tânăra Clementine, și se alătură supraviețuitorilor din Macon, Georgia pentru a se proteja de morții vii.                                                                    |                                                                       |                                         |                   |
| |                                                                       |                                         |                   |
| Episodul 2 – „Starved for Help” | Mark Darin Poveste de Chuck Jordan                                    | 27 iunie 2012                           | 29 august 2012    |
| După ce s-au refugiat într-un motel, Lee și ceilalți supraviețuitori rămân fără hrană, acceptând oferta făcută de familia St. Johns, care deținea o fermă din apropierea modelului. Ei realizează că familia St. Johns nu e ceea ce pare. |                                                                       |                                         |                   |
| |                                                                       |                                         |                   |
| Episodul 3 – „Long Road Ahead” | Sean Vanaman Poveste de Sean Vanaman, Jake Rodkin și Harrison G. Pink | 28 august 2012                          | 18 octombrie 2012 |
| Când bandiții și morții vii atacă motelul, grupul este obligat să fugă fără provizii, lucru care duce la disensiuni în grup. Ei găsesc un tren cu care speră să ajungă în Savannah, unde sunt părinții lui Clementine.                    |                                                                       |                                         |                   |
| |                                                                       |                                         |                   |
| Episodul 4 – "Around Every Corner" | Gary Whitta                                                           | 9 octombrie 2012                        | 8 noiembrie 2012  |
| Supraviețuitorii ajung în Savannah pentru a căuta o barcă, dar sunt prinși în mijlocul unui conflict în care sunt implicate o comunitate coruptă și un inamic care a contactat-o pe Clementine.                                           |                                                                       |                                         |                   |
| |                                                                       |                                         |                   |
| Episodul 5 – "No Time Left" | Sean Vanaman                                                          | 20 noiembrie 2012                       | 20 noiembrie 2012 |
| Lee și supraviețuitorii rămași își croiesc drumul prin acum infestata Savannah în încercarea de a o salva pe Clementine din hotelul Marsh House.                                                                                          |                                                                       |                                         |                   |

Există și un episod special, 400 Days, care urmărește viața a cinci grupuri de-a lungul a 400 de zile.

## Legături externe
- Site-ul oficial al The Walking Dead Arhivat în 20 septembrie 2014, la Wayback Machine.
- The Walking Dead la Internet Movie Database